# Lost in Oz
Lost in Oz (englisch für Verloren gegangen in Oz) ist eine US-amerikanische Animations-Fernsehserie für Prime Video, die auf der Welt und den Figuren des Kinderbuchs Der Zauberer von Oz von Lyman Frank Baum basiert.
Nachdem die Pilotfolge erstmals am 26. Juni 2015 erschien, wurde die gesamte erste Staffel in den Vereinigten Staaten am 4. August 2017 und in Deutschland am 29. September 2017 veröffentlicht. Die zweite Staffel folgte jeweils am 7. und am 8. Juni 2018.

## Handlung
Als das Mädchen Dorothy Gale, die Urenkelin der Protagonistin von Der Zauberer von Oz, aus Kansas unter ihrem Haus ein magisches grünes Buch findet, landet sie durch einen heraufbeschworenen Sturm mit ihrem Hund Toto in der Smaragdstadt von Oz, in der Magie durch die magischen Elemente aktiviert wird. Mit ihren neuen Freunden, der Hexe West und dem Munchkin Ojo, macht sie sich auf die Suche nach Glinda der Guten, deren Magie Dorothy nach Hause bringen soll, wobei sie auch auf die aufrührerische Patchwork Doll, den feigen Löwen und die vergessliche Vogelscheuche trifft.
Indes steckt Oz in einer Magiekrise, da Glinda verschwunden ist und die Magie von den Nomen und dem Unredlichen Zauberer Fitz im Auftrag der bösen Hexe Langwidere, Wests Tante, gestohlen wurde, die die Herrschaft übernehmen will. Nachdem Langwidere besiegt ist, soll ein weiterer magischer Sturm Dorothy nach Hause bringen, doch stattdessen landen sie und Vogelscheuche in der Tödlichen Wüste, in der sich das Königreich der Nome befindet.
Als dort der General Guph die Macht an sich reißt, flieht sie mit dem Kindskönig Roquat Richtung Smaragdstadt. Der Gürtel des Nome-Königs, der die Macht über ganz Oz verleiht, war von dem Zauberer von Oz gestohlen und angeblich zerstört worden, doch als ihn Dorothy wiederfindet und Guph erlangt, verbannt er die Smaragdlinge ins Nome-Königreich. Schließlich kann West die Tödliche Wüste wiederbeleben, die Gruppe den Gürtel zurückholen und Guph ausgeschaltet werden.

## Episodenliste

### Staffel 1
| Nr. (ges.) | Nr. (St.) | Deutscher Titel                  | Originaltitel               | Erstveröffentlichung USA | Deutschsprachige Erstveröffentlichung (D) | Regie         | Drehbuch                               |
| --- | --------- | -------------------------------- | --------------------------- | ------------------------ | ----------------------------------------- | ------------- | -------------------------------------- |
| 1 | 1         | Geh dahin                        | Pilot                       | 26. Juni 2015            | 29. Sep. 2017                             | Paul Stodolny | Abram Makowka, Darin Mark & Jared Mark |
| Dororthy landet durch ein magisches Buch in der magischen Stadt Oz, wo sie ihre neuen Freunde West und Ojo kennenlernt. Von der Patchwork Doll erhalten sie ein Kästchen voller Ozonium, dem seltensten magischen Element, mit dem sie den Wächter der Stadt wiedererweckt. West wird von den Fliegenden Affen entführt und begegnet in der U-Bahn-Station der gelben Ziegelstein-Linie dem Unredlichen Zauberer Fitz, der die Magie der Stadt gestohlen hat. Die Gruppe kann ihn besiegen, worauf er mit dem Zug voller Magie wegfährt. Als Dorothy und West entdecken, dass ihre Mütter mit Glinda befreundet waren, beschließen sie, diese als nächstes zu suchen.                          |           |                                  |                             |                          |                                           |               |                                        |
| 2 | 2         | Dorothy trifft einen Löwen       | Dorothy Meets a Lion        | 4. Aug. 2017             | 29. Sep. 2017                             | Jae Hong Kim  | Abram Makowka, Darin Mark & Jared Mark |
| Der Wächter kann sich nicht mehr erinnern, dass Dorothy ihn befreit hat, weil er mit Wasser des Vergessens beworfen wurde, und Dorothy kann auch Agent Pugmill nicht überzeugen, dass sie es war und dass sein Assistent Fitz der Unredliche Zauberer ist. Ein Löwe, der sich unsichtbar machen kann, stiehlt ihren Rucksack und flüchtet in den Nachtmarkt, wo auch Fitz erscheint, den sie mit Portalen lahmlegt. Schließlich klärt sich auf, dass der Löwe Reigh ihren Hund für einen Zauberer hält. Er sagt Dorothy, dass niemand weiß, wo Glinda ist, hat aber Hinweise über diese gesammelt.                                                                                             |           |                                  |                             |                          |                                           |               |                                        |
| 3 | 3         | Fliegende Affen                  | Monkeys Fly                 | 4. Aug. 2017             | 29. Sep. 2017                             | Jae Hong Kim  | Abram Makowka, Darin Mark & Jared Mark |
| Aus Reighs Fotos der Momente, als Glinda erschienen war, erstellt Dorothy eine Karte der Orte, an denen Glinda war. Sie erkennt, dass deren Erscheinen mit der Bewegung der Plaza zusammenhängt, die sie mithilfe des Riesenrads bewegen können, worauf Glindas Schloss am Himmel erscheint. Mit einem Fliegenden Affen fliegt Dorothy in das Schloss, wo sie von der Vogelscheuche begrüßt wird. |           |                                  |                             |                          |                                           |               |                                        |
| 4 | 4         | Dorothy trifft die Vogelscheuche | Dorothy Meets the Scarecrow | 4. Aug. 2017             | 29. Sep. 2017                             | Jae Hong Kim  | Shion Takeuchi                         |
| Die Glinda, die Dorothy in dem Schloss sieht, ist ein Hologramm in Endlosschleife, das zeigt, dass Glinda entführt worden ist. Mit dem Großen Tagebuch und dem Vergrößerungsglas aus der Uniform der Vogelscheuche aktiviert sie ein weiteres Hologram, wie Vogelscheuche die fehlende Seite des Buchs, die den Entführer zeigen würde, mitgenommen hat und sich selbst ins Wasser des Vergessens warf. Als das Schloss abzustürzen droht, helfen West und die Fliegenden Affen Dorothy per Funk, es mit der magischen Steuerung zu landen. |           |                                  |                             |                          |                                           |               |                                        |
| 5 | 5         | Die Perle von Pingaree           | The Pearl of Pingaree       | 4. Aug. 2017             | 29. Sep. 2017                             | Jae Hong Kim  | Abram Makowka                          |
| Die Seite, die Vogelscheuche beschützt hat, zeigt, dass Glinda ihm ihre Perle von Pingaree gegeben hat, hinter der die Entführer her waren. Ojo bringt sie zur Munchkinfarm, wo sein Vater ihr nur wenig über die Macht der Perle erzählt. Heimlich folgen sie den Nomen, Auslieferer der Farmprodukte, in eine geheime Austernfarm, wo die Nome versuchen, eine neue Perle von Pingaree zu züchten. Da erinnert Vogelscheuche sich an das Versteck von Glindas Perle und findet sie unter seinen Haaren. Auf der Flucht werden sie von den Nomen und Fitz, der diese befiehlt, gejagt. Fitz’ Mentorin und Komplizin Langwidere wird Wests neue Lehrerin.                                      |           |                                  |                             |                          |                                           |               |                                        |
| 6 | 6         | Aufwachen, Aufwachen, Aufwachen! | Wake Up, Wake Up, Wake Up!  | 4. Aug. 2017             | 29. Sep. 2017                             | Jae Hong Kim  | Jared Mark                             |
| Dorothy und ihre Freunde landen in einem Mohnfeld, das sie einschläfert, worauf sie von den Nomen umzingelt werden. Da stürmt das Büro für Magie die Farm, konfisziert die Perle und nimmt die Nome gefangen, aber Fitz, der sich als Unredlicher Zauberer enthüllt, flieht mit diesen und entführt dabei Toto. Langwidere bringt diesen zu Dorothy zurück, um ihr Vertrauen zu gewinnen. |           |                                  |                             |                          |                                           |               |                                        |
| 7 | 7         | Kleine schwarze Lügen            | Little Black Lies           | 4. Aug. 2017             | 29. Sep. 2017                             | Jae Hong Kim  | Amy Wolfram                            |
| Langwidere enthüllt sich als Wests Tante; ihre Mutter warnt sie aber vor ihr. Um ihnen bei der Suche nach Glinda zu helfen, schlägt Langwidere einen Ortungszauber vor, für den sie die Perle von Pingaree braucht. Dorothy und West schleichen sich in die Farm und versuchen mit Ojo die Perle zu finden, die sich schwarz färbt, wenn jemand lügt, werden dabei aber erwischt. Nachts schleicht West sich alleine noch einmal hinein und bringt danach die Perle zu Langwidere. |           |                                  |                             |                          |                                           |               |                                        |
| 8 | 8         | Die Sticks                       | The Sticks                  | 4. Aug. 2017             | 29. Sep. 2017                             | Jae Hong Kim  | Darin Mark                             |
| Langwidere stiehlt Wests Selbstvertrauen, damit diese ihr die Perle gibt. Dorothy und ihre Freunde observieren Langwidere und erfahren, dass sie aus den Sticks kam, einem Ort voller Stöckchen. In einem Haus dort treffen sie stattdessen allerdings Glinda an, die ihnen nicht helfen kann, seit die Nome ihre Magie gestohlen haben, und bittet sie, diese zurückzuholen. Nachdem West ohne Magie ihr Selbstvertrauen wiedererlangt, bietet Langwidere ihr an, gemeinsam die mächtigsten Hexen zu werden. Um Glindas Magie von Fitz’ Zug zu holen, geht die Gruppe in die U-Bahn-Tunnel.                                                                                                   |           |                                  |                             |                          |                                           |               |                                        |
| 9 | 9         | Auf der gelben Ziegelstein-Linie | Down the Yellowbrick-Line   | 4. Aug. 2017             | 29. Sep. 2017                             | Jae Hong Kim  | May Chan                               |
| Als die Gruppe sieht, dass die Magie bereits weggeschafft worden ist, treffen sie auf Fitz, der sie magisch anbindet. Nur Vogelscheuche kann fliehen und soll Hilfe holen. Er begegnet Nome und wird von ihnen gefesselt. Die übrigen wiederum stoßen auf Growleywogs, die sie fressen wollen, aber können entkommen, indem West und Fitz zusammenarbeiten. Dabei erfährt Dorothy auch, dass Fitz für Langwidere arbeitet und West dies auch sollte. |           |                                  |                             |                          |                                           |               |                                        |
| 10 | 10        | Kampf um die Magie               | Bogspeed, Little Shanks!    | 4. Aug. 2017             | 29. Sep. 2017                             | Jae Hong Kim  | Shion Takeuchi                         |
| Vogelscheuche wird von dem Nomen-General Guph befragt, der die Tunnel versiegeln lässt. Weil die Gruppe die Growleywogs warnt, zeigen diese ihnen den Weg zum Flughafen, an den die Nome die Magie gefunden haben. Auch Reigh und Pugmill finden auf der Suche nach den Nomen eine Spur zum Flughafen. Die Magie wird dort auf einen Zeppelin verladen, auf den sich Dorothy schleicht und damit zu Glinda fliegt. Nachdem Guph bei Vogelscheuche den Extrakt des Erwachens benutzt hat, erinnert dieser sich wieder, dass Dorothy bei Glinda in Gefahr ist. Denn die ist in Wahrheit Langwidere.                                                                                              |           |                                  |                             |                          |                                           |               |                                        |
| 11 | 11        | 11 Uhr 11                        | 11:11                       | 4. Aug. 2017             | 29. Sep. 2017                             | Jae Hong Kim  | Abram Makowka                          |
| Langwidere sperrt Dorothy und Toto in ein Gemälde ihres Hauses in Kansas. In der Signatur des Künstlers Smith entdecken sie ein Portal, durch das sie in dem Gemälde landen, in dem Glinda gefangen ist. Sie springen weiter bis zu einem Gemälde im Haus ihrer Mutter, sodass sie mit ihr reden können. Das Gemälde zeigt die Dorothy aus Der Zauberer von Oz und Dorothy erfährt, dass ihre Vorfahrin mit dem Haus auf eine von Langwidere gelandet war. West geht mit Langwidere mit, die sich den Bürgern als Glinda zeigt. |           |                                  |                             |                          |                                           |               |                                        |
| 12 | 12        | Willkommen zurück, Glinda        | Welcome Back, Glinda        | 4. Aug. 2017             | 29. Sep. 2017                             | Jae Hong Kim  | Jared Mark                             |
| Mit einer Maschine und der Perle versprüht Langwidere das Wasser des Vergessens über die Bürger und löscht Glinda und Dorothy aus ihren Gedächtnissen. Stattdessen präsentiert sie sich und West als die herrschenden Hexen. Dorothy und Glinda springen zu dem Gemälde, das Smith gerade malt, sodass er sie befreien kann. Als Langwidere entdeckt, dass sie entkommen sind, verändert sie den Zauber so, dass Dorothy und Glinda als flüchtige Verbrecher gelten. Sie werden von Munchkins gejagt und von der Patchwork Doll in den Nachtmarkt gebracht, wo Glinda Ojos Gedächtnis heilt.                                                                                                   |           |                                  |                             |                          |                                           |               |                                        |
| 13 | 13        | Auf nach Kansas                  | Go for Kansas               | 4. Aug. 2017             | 29. Sep. 2017                             | Jae Hong Kim  | Darin Mark                             |
| Ojo schmuggelt mit einer Farmlieferung Dorothy, Glinda und Vogelscheuche ins Schloss. Als Glinda die Perle holen will, zerstört Langwidere diese und die Hexen kämpfen gegeneinander, bis Langwidere Glinda festhält. Mit dem Extrakt des Erwachens macht Dorothy den Rest der Seite des Tagebuchs leserlich und zeigt den Bürgern, dass Langwidere Glinda entführt hatte, die sich daraufhin wieder erinnern. West besiegt Langwidere mit innerer Magie ohne magische Elemente, und Glinda kann als Herrscherin zurückkehren. Dorothy aktiviert den Zauber des Sturms, der sie nach Kansas bringen soll, doch stattdessen landet ihr Haus gemeinsam mit Vogelscheuche in der Tödlichen Wüste. |           |                                  |                             |                          |                                           |               |                                        |

### Staffel 2
| Nr. (ges.) | Nr. (St.) | Deutscher Titel                        | Originaltitel                | Erstveröffentlichung USA | Deutschsprachige Erstveröffentlichung (D) | Regie        | Drehbuch                      |
| --- | --------- | -------------------------------------- | ---------------------------- | ------------------------ | ----------------------------------------- | ------------ | ----------------------------- |
| 14 | 1         | Die tödliche Wüste                     | The Deadly Desert            | 7. Juni 2018             | 8. Juni 2018                              | Jae Hong Kim | Abram Makowka                 |
| Von Vogelscheuche vor dem Sand der Tödlichen Wüste gewarnt empfängt Dorothy aus der Ferne Lichtsignale eines Leuchtturms. Ihnen wird ein magischer Teppich geschickt, der sie im Flug vor den Wheelern schützt. Als Dorothy auf den Sand fällt, hat sie Halluzinationen ihrer Freunde und ihrer Mutter, die sie zum Bleiben bewegen wollen, bis Vogelscheuche sie rettet. An der Lichtquelle angekommen stehen sie anstelle eines Leuchtturms vor dem Königreich der Nome. General Guph, der plant, sie dem König zu schenken, empfängt sie. |           |                                        |                              |                          |                                           |              |                               |
| 15 | 2         | Magie aus dem Nichts                   | Magic from Nothing           | 7. Juni 2018             | 8. Juni 2018                              | Jae Hong Kim | Jared Mark                    |
| Vogelscheuche und Dorothy werden der Arbeit an der Geschenkemüllhalde zugewiesen. Als sie mit dem Vorarbeiter Xandort die Müllrutsche hinunterfällt, rettet sie ihm das Leben und fasst einen Fluchtplan. Einen Monat lang baut sie heimlich an einem Wüstenfluchtboot. Einen Teil des Mechanismus tarnt sie vor Guph als eine Spieluhr, der beschließt, dass sie beim Geburtstag des Königs auftreten sollen. West macht sich Sorgen darüber, dass sie ihre innere Magie nicht kontrollieren kann. Ihre Mutter will diese Kräfte mit einem Heilmittel verschwinden lassen, aber Glinda kann diese überzeugen, West ausbilden zu dürfen.                                                                                            |           |                                        |                              |                          |                                           |              |                               |
| 16 | 3         | Die Stille Jahreszeit                  | The Still Season             | 7. Juni 2018             | 8. Juni 2018                              | Craig George | Darin Mark                    |
| Es ist der Geburtstag des Kindskönigs Roquat, der andere in Ornamente verwandeln kann. Nach diesem Tag beginnt die Stille Jahreszeit, in der kein Wind mehr weht, also will Dorothy noch vorher fliehen. Ihr musikalischer Auftritt gefällt Roquat so sehr, dass er sie zu seinen neuen besten Freunden für immer erklärt. Sie verpassen den letzten Wind, aber wollen das Geschenk der Nome an Roquat nutzen: ein ewig flatterndes Banner. Als Guph den Thron übernimmt, fliehen Dorothy und Vogelscheuche mit Roquat, wobei sie das Tagebuch verliert. West kann nicht, wenn sie es bewusst versucht, ihre innere Magie aktivieren, worauf Glinda vermutet, dass es an Dorothy liegt.                                             |           |                                        |                              |                          |                                           |              |                               |
| 17 | 4         | Die Villa Roquat                       | Villa Roquat                 | 7. Juni 2018             | 8. Juni 2018                              | Jae Woo Kim  | Shion Takeuchi, Abram Makowka |
| Nachdem sie durch Roquat eine Karte verloren haben, führt er sie zu seinem Zweitheim in der Wüste, einer Villa. Im Labyrinthgarten treffen sie die Dienerfamilie, die erfährt, dass sie flüchtig sind und die Guph ausliefern wollen. Aus der Villa können sie eine Karte holen und den Dienern entkommen. Dorothys Freunde, die glauben, sie sei in Kansas, bitten Smith, ihnen ein Portal dorthin zu malen. Im Gespräch mit Evelyn erfahren sie, dass sie dort nicht angekommen ist. |           |                                        |                              |                          |                                           |              |                               |
| 18 | 5         | Die magische Karte                     | The Magic Map                | 7. Juni 2018             | 8. Juni 2018                              | Craig George | Amy Wolfram                   |
| Guph schickt den Wheeler Tread, die Flüchtigen aus der Wüste zu holen, und den Schatten-Nome nach Smaragdstadt für Dorothys Freunde. Dorothy entdeckt, dass die Karte magisch ist, und sie zu falten die Umgebung verändert. Nachdem sie Tread ausgebremst haben, stecken sie selbst im Sand fest. Einander aushelfend schaffen sie es dennoch zu einem Minenschacht. Dorothys Freunde finden heraus, wo sie abgestürzt ist. Als West mit ihrer Mutter sprechen will, erscheint der Schatten-Nome und ornamentisiert Cyra, worauf West vor ihm durch die Stadt fliehen. Schließlich werden West, Ojo und Reigh doch von ihm gefangen.                                                                                               |           |                                        |                              |                          |                                           |              |                               |
| 19 | 6         | Abkürzung nach Smaragdstadt            | Shortcut to Emerald City     | 7. Juni 2018             | 8. Juni 2018                              | Jae Woo Kim  | Shion Takeuchi, Abram Makowka |
| Guph holt sich Dorothys Haus. Der Schatten-Nome erweckt mit dem Elixier des Lebens sein Gefährt, um die Gefangenen zu Guph zu bringen. Als West ein Fläschchen des Elixiers stiehlt, kommt Guph dazu. Die Trans-Wüstenpassage wurde von Smaragdlingen und Nome gemeinsam erbaut, als sie noch befreundet waren, bis der Zauberer von Oz den Gürtel des Nomenkönigs gestohlen hatte. Als die Gruppe sich zerstreute, erscheinen Wände, die sie voneinander trennen. Erst als sie zusammenarbeiten, kommen sie ans Ziel. Am Ausgang steht Dorothys Haus, wo sie ihre Freunde wiedertrifft. Guph schickt sie mit dem Tagebuch nach Kansas, während Roquat zurückbleibt.                                                                |           |                                        |                              |                          |                                           |              |                               |
| 20 | 7         | Geh dahin                              | Going Forth                  | 7. Juni 2018             | 8. Juni 2018                              | Craig George | Gavin Hignight                |
| In Kansas ist Dorothy endlich zu Hause, aber ihre Freunde gestrandet, weil es keine Magie mehr gibt. Dorothy sucht ihre Mutter auf, die in einem geologischen Museum arbeitet, und stellt sie ihren Freunden vor. Als ihr Kollege Axel ihnen einen Edelstein vorbeibringt, entdecken sie, dass dieser Magie enthält. |           |                                        |                              |                          |                                           |              |                               |
| 21 | 8         | Kansas-Magie                           | Kansas-Magic                 | 7. Juni 2018             | 8. Juni 2018                              | Jae Woo Kim  | Ernie Altbacker               |
| In einem Vergleich der Periodensysteme der chemischen und der magischen Elemente entdecken sie, dass es Äquivalente gibt. Im Museum kann West die Magie in Mineralien und Glücksbringer aktivieren, mit denen sie das Tagebuch auffüllen. Axel aktiviert aus Versehen den Sturm, aber die Kansas-Magie reicht nicht aus, um sie zurückzubringen. Reigh wird von einem Tierfänger eingefangen. Guph befragt Roquat, wo der Gürtel des Königs versteckt ist. Xandort erkennt, dass Roquat das Richtige tun will, und befreit ihn heimlich. |           |                                        |                              |                          |                                           |              |                               |
| 22 | 9         | Die Sonnenfinsternis                   | The Eclipse                  | 7. Juni 2018             | 8. Juni 2018                              | Craig George | May Chan                      |
| Von einem Comic inspiriert glauben sie, eine Sonnenfinsternis, die in Kürze stattfindet, kann die Magie verstärken. Dorothy bringt Toto mit Patchwork ins Tierheim, und während Evelyn die Leiterin ablenkt, können die Freunde Reigh gemeinsam befreien. Während der Sonnenfinsternis wollen sie den Sturm aktivieren, doch das Tagebuch sagt ihnen, sie brauchen dazu auch Dorothy. Um ihre Tochter nicht erneut an Oz zu verlieren, beschließt Evelyn mitzukommen. |           |                                        |                              |                          |                                           |              |                               |
| 23 | 10        | Rettet Cyra                            | Saving Cyra                  | 7. Juni 2018             | 8. Juni 2018                              | Jae Woo Kim  | Abram Makowka                 |
| Glinda gelingt es nicht, mit ihrer Magie Cyra zu befreien, weil die Nome-Magie sich anders entwickelt hat. Während Dorothy die Idee hat, Roquat zu retten, will West mit Langwidere sprechen, die sie fast dazubringt, sie zu befreien. Ihre Freunde können West gerade noch davon abhalten. Als sie um ihre Mutter weint, sind ihre Tränen stark genug, um Cyra endlich zu befreien. Da kommt gerade Roquat von seiner Flucht an, der sie warnt, dass Guph den Gürtel will. |           |                                        |                              |                          |                                           |              |                               |
| 24 | 11        | Der Gürtel des Nome-Königs             | The Nome Kings Belt          | 7. Juni 2018             | 8. Juni 2018                              | Craig George | Eugene Son                    |
| Glinda sagt, der Gürtel sei vernichtet worden, als der Zauberer von Oz das alte Schatzamt zerstört hatte, doch Roquat glaubt, der Gürtel würde so etwas überstehen. Als die Gruppe in der Munchkinfarm im Gebäude des alten Schatzamtes sucht, wobei sie der Schatten-Nome überwacht, finden sie ein Geheimversteck der alten Schätze. Ein altes Buch des Zauberers führt sie zum Gürtel, mit dem der Schatten-Nome davonläuft. Da kommt Guphs Zeppelin an, der mit dem Gürtel die Smaragdlinge ins Nome-Königreich teleportiert und die Nome nach Smaragdstadt. |           |                                        |                              |                          |                                           |              |                               |
| 25 | 12        | Die Flucht aus dem Königreich der Nome | Escape from the Nome Kingdom | 7. Juni 2018             | 8. Juni 2018                              | Jae Woo Kim  | Ernie Altbacker               |
| Guph ist frustriert, dass die Nome sich in Smaragdstadt amüsieren und nicht mehr auf ihn hören. Die Gruppe teilt sich auf, um Magie und einen Weg zurück zu finden. Nachdem Dorothy, Ojo und Roquat eine Kiste mit magischen Elementen finden, die aber in die Lavagrube fällt, entdeckt West im Sand magische Teilchen. Verstärkt durch den Geodenthron kann sie mit dem Sand die Wüste wieder zum Leben erwecken und begrünen. |           |                                        |                              |                          |                                           |              |                               |
| 26 | 13        | Spieglein, Spieglein                   | We Speak Mirror              | 7. Juni 2018             | 8. Juni 2018                              | Craig George | Darin Mark & Jared Mark       |
| Dorothy führt die Gruppe durch die Trans-Passage nach Hause. Da Guph die Angewohnheit hat, mit seinem Spiegelbild zu reden, installieren sie an einem Spiegel, den sie Guph schenken, Technik, mit dem sie per Übertragung sein Spiegelbild imitieren können. Sie bringen Guph dazu, den Gürtel aus Misstrauen hinter den Sticks-Wasserfällen zu verstecken, von wo West und Toto ihn zurückholen. Als Guph aus Wut Magie gegen den Spiegel richtet, ornamentisiert er sich selbst. Roquat wird wieder Nome-König und auf Dorothys Vorschlag die Passage geöffnet, um die Feenländer und ihre Bewohner wieder zu vereinen. Evelyn überlässt Dorothy die Entscheidung, ob sie nach Kansas gehen oder in Smaragdstadt bleiben sollen. |           |                                        |                              |                          |                                           |              |                               |

## Synchronisation
Die deutschsprachige Synchronisation entstand durch die FFS Film- & Fernseh-Synchron in München.
| Rolle            | Beschreibung           | Episoden                                                                | Originalsprecher                   | Deutscher Sprecher                     |
| ---------------- | ---------------------- | ----------------------------------------------------------------------- | ---------------------------------- | -------------------------------------- |
| Dorothy Gale     |                        | 1.01–2.13                                                               | Ashley Boettcher                   | Patricia Strasburger                   |
| West             | Hexenschülerin         | 1.01–2.13                                                               | Nika Futterman                     | Farina Brock                           |
| Ojo              | riesiger Munchkin      | 1.01–2.13                                                               | Jorge Diaz                         | Tim Schwarzmaier                       |
| Toto             | Dorothys Hund          | 1.01–2.13                                                               | Chris Cox                          |                                        |
| Wally Pugmill    | lebende Steinmauer     | 1.01–1.03, 1.05–1.07, 1.10–1.11, 1.13, 2.11–2.12                        | Chris Cox                          | Ekkehardt Belle                        |
| Patchwork Doll   | lebende Puppe          | 1.01, 1.04, 1.06, 1.12–1.13, 2.02–2.13                                  | Chris Cox                          | Felix Mayer                            |
| Fitz             | unredlicher Zauberer   | 1.01–1.03, 1.05–1.06, 1.09–1.10, 1.13                                   | Alexander Polinsky                 | Max Felder                             |
| Evelyn Gale      | Dorothys Mutter        | 1.01, 1.03, 1.05, 1.11, 2.01, 2.04, 2.07–2.13                           | Allison Mack (1.01.), Grey Griffin | Natascha Geisler                       |
| Cyra             | Hexe, Wests Mutter     | 1.01–1.02, 1.05, 1.07–1.08, 1.12–1.13, 2.01, 2.04–2.05, 2.07, 2.09–2.13 | Kath Soucie                        | Sonja Reichelt                         |
| Reigh            | Feiger Löwe            | 1.02–1.06, 1.08–1.13, 2.02–2.13                                         | Keith Ferguson                     | Christian Weygand                      |
| Vogelscheuche    | Glindas Chefberater    | 1.03–1.06, 1.08–1.13, 2.01–2.13                                         | Stephen Stanton                    | Pascal Fligg                           |
| Glinda           | Gute Hexe              | 1.04–1.05, 1.08, 1.10–1.13, 2.02–2.03, 2.05, 2.10–2.13                  | Jennifer Hale                      | Solveig Duda                           |
| Langwidere       | Böse Hexe, Wests Tante | 1.05–1.13, 2.10                                                         | Gina Gershon                       | Stefanie Dischinger                    |
| Jo               | Ojos Vater             | 1.05–1.08, 1.10, 1.12                                                   | Fred Tatasciore                    | Hartmut Neugebauer, Christoph Jablonka |
| General Guph     | Nomenführer            | 1.10, 2.01–2.08, 2.10–2.13                                              | Fred Tatasciore                    | Thomas Rauscher                        |
| Manager der Nome | Nomenführer            | 1.10, 2.01–2.02, 2.04–2.06, 2.12–2.13                                   | Stephen Stanton                    | Alexander Pelz                         |
| Xandort          | freundlicher Nome      | 2.02–2.03, 2.08, 2.10, 2.13                                             | Stephen Stanton                    |                                        |
| Roquat           | Nomenkönig             | 2.03–2.06, 2.08, 2.10–2.13                                              | Garrett McQuaid                    |                                        |

## Veröffentlichung
Am 11. Mai 2015 bestellte Amazon sechs Pilotepisoden für Kinderserien, darunter Lost in Oz, die in der fünften Pilotseason am 26. Juni erschienen. Die Zuschauer konnten über diese abstimmen, welche zu Serien werden sollten. Am 6. November wurde zu dem Piloten eine Serie bestellt. Am 2. Dezember erschien ein einstündiges Special Lost in Oz: Extended Adventure, das die Pilotfolge enthielt. Dieses wurde für die erste Staffel, die am 4. August 2017 erschien, in die ersten drei Episoden aufgesplittet. Die zweite Staffel erschien in den Vereinigten Staaten und Deutschland Anfang Juni 2018.

## Auszeichnungen
Daytime Emmy Awards
- 2017:
  - Beste Kinderanimationsserie – Sieg
  - Bestes Sound-Editing in Animation – Sieg
  - Bestes Sound-Mixing in Animation – Sieg
  - Bestes Casting für eine Animationsserie – Nominierung
  - Bestes Drehbuch für eine Animationsserie – Nominierung
- 2018:
  - Beste Kinderanimationsserie – Nominierung
  - Bestes Sound-Mixing in Animation – Nominierung

Annie Awards 2018: Beste Kinderanimationsserie – Nominierung

Deutscher Synchronpreis 2019: Beste Animationsserie – Sieg